# Белітунзький корабель
Белітунзький корабель (індонез. Bangkai kapal Belitung) або корабель Бату Хітам (індонез. Bangkai kapal Batu Hitam), також відомий як Таньський корабель (кит.: 唐代沉船) — арабський або індійський зшитий корабель типу дау, який затонув близько 830 року нашої ери приблизно в 1,5 км від узбережжя острова Белітунг в сучасній Індонезії під час повернення з Китаю до Аравії. Невідомо, чому судно відхилилось значно південніше від стандартного маршруту з Китаю до Індії через Малаккську протоку. Белітунг знаходиться у 600 км південніше від Малаккської протоки і цей другорядний маршрут більш звичайний для кораблів, що подорожували з Китаю у Яванське море, яке знаходиться на південь від острова Белітунг.
Відкриття і порятунок залишків затонулого корабля та його вантажу принесло археологам відразу дві важливі знахідки: найбільшу єдину колекцію артефактів династії Тан, знайдену в одному місці за межами Китаю (яка отримала назву «танські скарби») і арабський зшитий дау XI століття, який дозволив вченим отримати краще уявлення про тогочасні методи кораблебудування та торговельні шляхи між Близьким Сходом і Китаєм. На відміну від розпроданого на аукціоні вантажа Чиребонський корабля, іншого знайденого в Індонезії затонулого судна тих часів, вантаж Белітунзького корабля вдалось зберегти недоторканим як єдину цілісну колекцію, хоча до темпів і методів його порятунку у багатьох вчених виникли серйозні зауваження.
Скарби династії Тан, підняті з залишків Белітунзького корабля, знаходяться в постійній експозиції в Музеї азійських цивілізацій у Сінгапурі під загальною назвою «Танський корабель».

## Відкриття та маршрут

### Відкриття

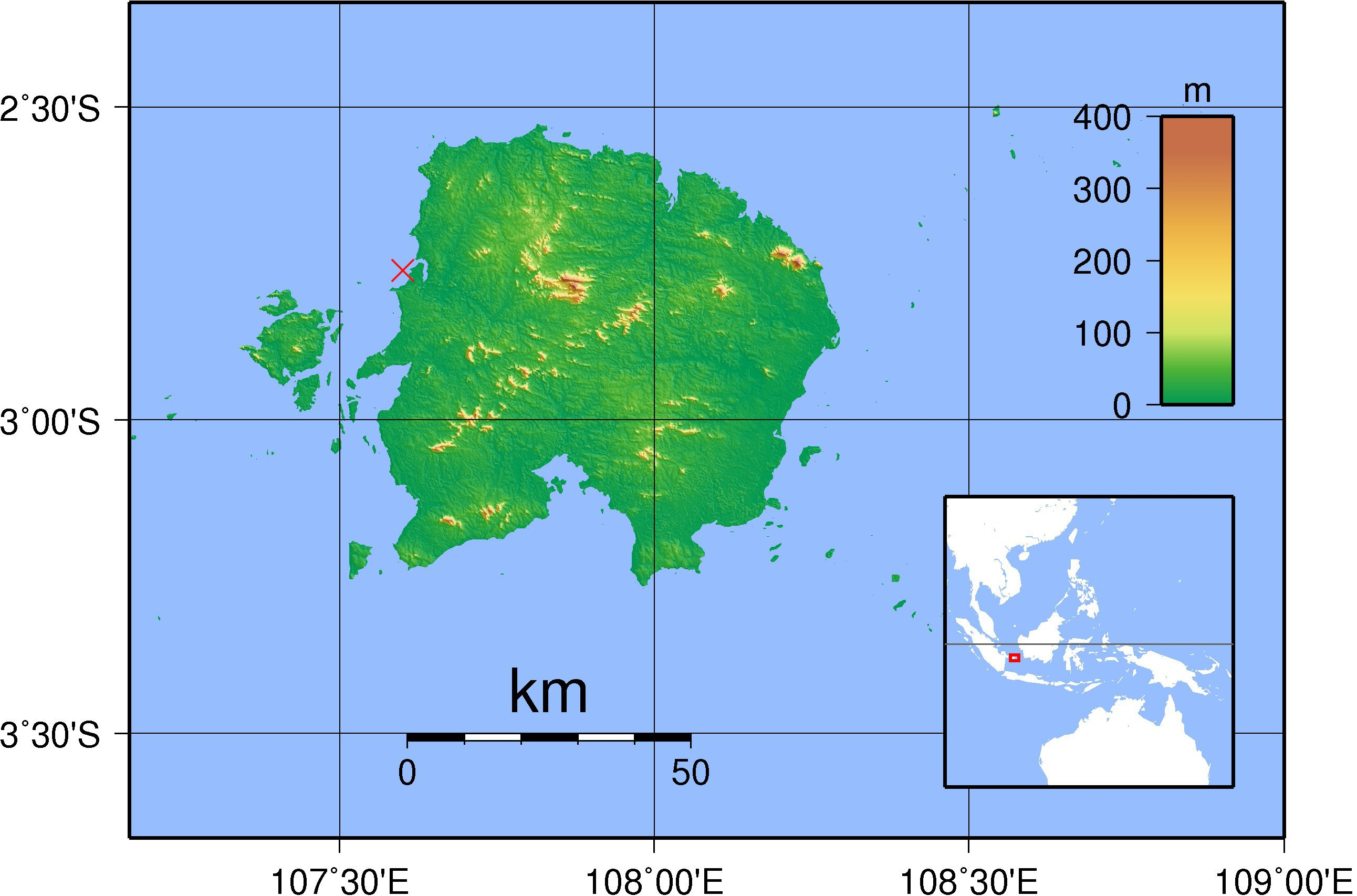
Карта острова Белітунг із затонулим кораблем Белітунг, позначеним червоним хрестом (2°45′00"S, 107°35′36"E)

Затонулий корабель був виявлений рибалками в 1998 році в протоці Геласа на глибині 17 метрів. Ділянку було придбано у місцевих рибалок і місцева індонезійська компанія отримала ліцензію на проведення розкопок. Згодом, після запрошення від індонезійського уряду, розкопки були профінансовані та проведені Тілманом Вальтерфангом та його командою з Seabed Explorations, яка отримала ліцензію на співпрацю з першопризначеною індонезійською компанією. Безпеку забезпечував ВМС Індонезії. Порятунок залишків корабля та його вантажу був здійснений під час двох експедицій в 1998 і 1999 роках. Компанія Seabed Explorations надала судна та профінансувала державні військово-морські операції для охорони місця затонулого корабля під час сезону мусонів.

### Маршрут

Карта Близького Сходу та Азії, що показує очікуваний маршрут корабля червоним кольором, зелений квадрат, що позначає острів Белітунг і Оман, пофарбований синім кольором (клацніть, щоб збільшити)

Незрозуміло, чому судно було так далеко від очікуваного маршруту (показаного червоним кольором на карті праворуч), оскільки стандартний маршрут більшсті кораблів, що пливли з Китаю до Аравії, пролягав через Південно-Китайське море і далі через Сінгапурську та Малаккські протоки між Малайзією і Суматрою. Острів Белітунг знаходиться в 600 км на південний схід від Сінгапурської протоки і цей другорядний маршрут більш звичайний для суден, що прямують з Яванського моря, яке знаходиться на південь від острова Белітунг.

## Судно і будівництво
Затонуле двощоглове судно типу дау мало приблизно 18 метрів завдовжки та 6,5 метрів завширшки і важливе з двох причин: через те, що це перший давньоарабський корабель, який було знайдено та розкопано:101, а також через те, що знайдений корабель відносився до «зшитих суден», оскільки елементи його корпусу були «зшиті» за допомогою органічної мотузки з кокосових волокон, а не з'єднані за допомогою більш традиційних методів шипового з'єднання або металевими цвяхами:101.
Залишки затонулого судна була знайдена під осадом, який зберіг елементи дерев'яного судна від знищення корабельними древоточцями. Залишки кораблів цього часу є взагалі рідкісними знахідками, тому Белітунзький корабель зі збереженою великою частиною корпусу є унікальною знахідкою. Його відкриття дало змогу зрозуміти, як конструювали кораблі того періоду, оскільки раніше інформація про це була відома лише з письмових джерел і археологами не було знайдено жодного арабського корабля такого типу, тим паче з вцілілим вантажем.
Частини оригінальної деревини збереглися настільки добре, що дозволило вченим проаналізувати їх і визначити деякі види використих при будівництві дерев. Згідно висновків дослідників, корабель імовірно був побудований у Західній Азії або в Індії на замовлення арабських купців для використання на маршруті від Оману до Китаю, оскільки вантаж містить багато артефактів в арабському стилі.
Проаналізувавши форму корпусу, породу деревини та методи будівництва вчені прийшли до висновку, що корабель був арабського чи індійського походження (невизначеність обумовлена тим, що кораблі з обох цих регіонів були однакові з точки техніки будівництва), хоча для його каркаса використовувалась порода дерев, які зустрічаються лише в невеликому регіоні Африки. Індія вважалася більш вірогідним місцем будівництва, але арабське будівництво також не виключалося, оскільки деревина для використання в суднобудуванні зазвичай імпортувалась на Близький Схід . В свою чергу, у каталозі 2010 року для виставки в галереї Саклера, Флекер стверджував, що затонулий корабель був арабським судном:119.

### Техніка будівництва

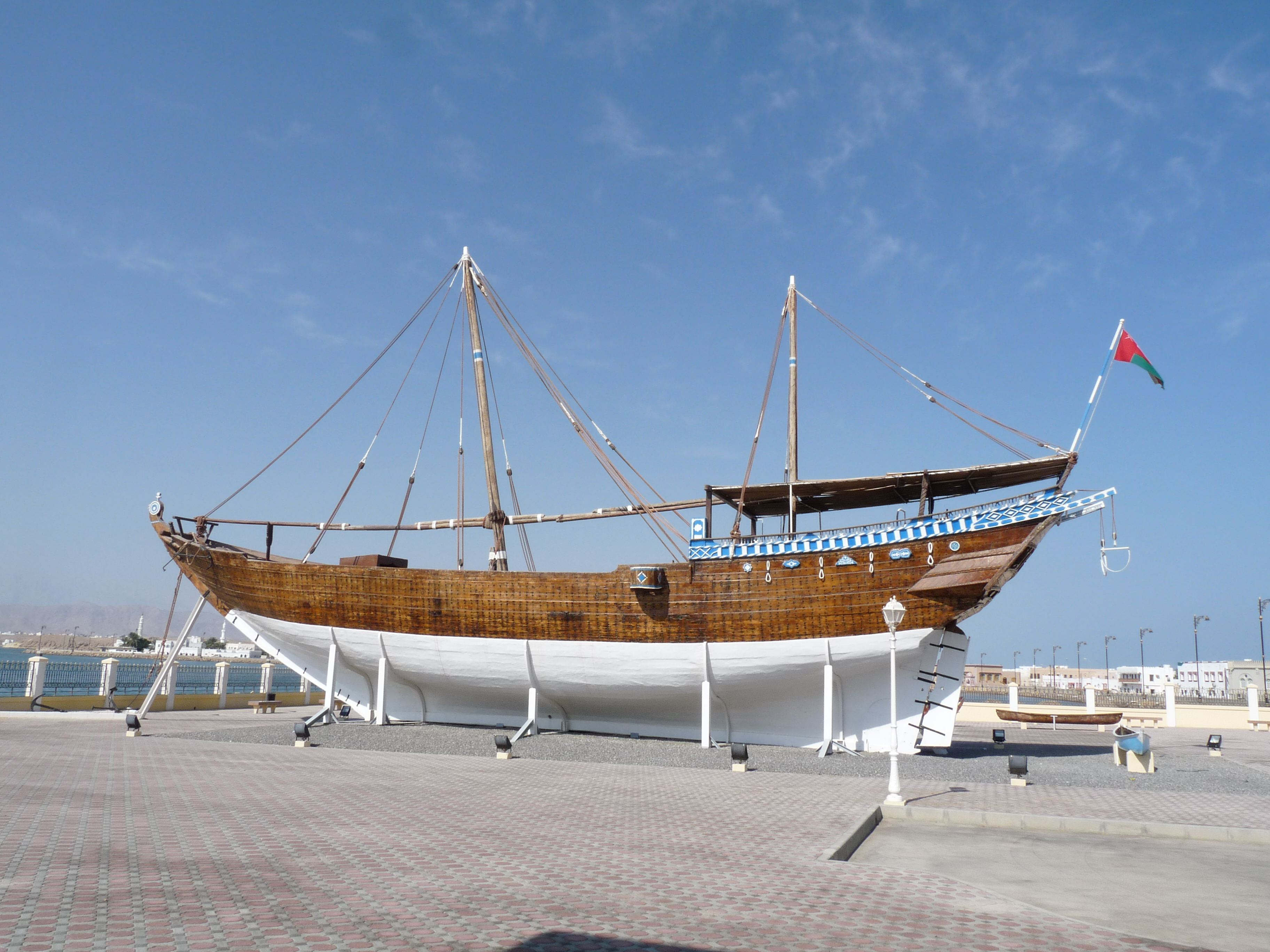
Белітунзький корабель належів до кораблів типу дау, подібному за розміром і конструкцією до цього корабля в музеї Омана.

Сучасні знання про оригінальні матеріали та методи, що використовувались для будівництва арабських дау, до яких відноситься Белітунзький корабель переважно походять від залишків самого цього корабля. В 2010 році, базуючись на обмірах, проведених під час порятунку Белітунзького корабля було збудовано його повномасштабну точну репліка, що отримала назву Перлина Маската. Репліка показала, що корабель нагадує багалу або ганджу, типи дау, які продовжували використовуватись в Омані до початку XX століття.
Корабель мав кіль довжиною 15,3 метра і товщиною 14-15 см, який, як вважають, зберігся неушкодженим. Форштевень корабля кріпився до кіля під кутом нахилу 61° за допомогою техніки шипового з'єднання і закріплювався мотузкою діаметром 1,6 см. Дошки обшивки корпусу судна були прив'язані між собою, а також до шпангоутів і кіля через отвори, розташовані з інтервалом в 5-6 см. Для додаткової міцності човен мав кільсон, який спирався на напівшпангоути.
Майкл Флекер, головний археолог розкопок белітунгського корабля, порівняв затонулий корабель із трьома типами того самого періоду та дійшов висновку, що затонулий корабель найбільше нагадує кораблі австронезійських народів у морській Південно-Східній Азії, найдавніші відомі приклади яких є понтійський човен у Пахангу, Малайзія (бл. 260—430 рр. н. е.) і поховання човнів-балангаїв у Бутуані, Філіппіни (бл. 320—1250 рр. н. е.). Він зазначив, що повністю зшиті човни були знайдені на узбережжі Суахілі в Африці, в Омані, на узбережжі Червоного моря, а також на узбережжі Індії та аж до Мальдів, а також з творів візантійського пізньоантичного історика Прокопія Кесарійського в VI столітті, в яких оповідається про човни, зшиті подібним чином без застосування заліза, які використовувались в «Індійських морях». Хоча арабські кораблі цього типу раніше не були знайдені, вони згадуються в різних письмових звітах, включаючи документи пізньої династії Тан Лінг байо лю ю («Дивні речі, помічені на півдні»). У цьому тексті «кораблі іноземних купців описуються як зшиті пальмовим волокном із кокосової пальми, а їхні шви зашпакльовані замість використання для кріплення дошок залізних цвяхів».

### Види деревини
Зразки деревини з місця кораблетрощі були відправлені на аналіз у відділ лісу та лісових продуктів Організації наукових і промислових досліджень Співдружності (CSIRO) в Австралії. Багато зразків були надто сильно зіпсовані, щоб їх можна було точно ідентифікувати, оскільки відсутність целюлози, що залишилася в клітинах деревини, завадила успішному аналізу.
Було точно ідентифіковано багато типів деревини: тик (Tectona grandis) використовувався для наскрізних балок і є стійким до корабельних древоточців (родини Teredinidae), палуба була зроблена з дерева роду Кипарисових, яке, можливо, було Cupressus torulosa, форштевень виготовлений із палісандра родини бобових (тепер називається Fabaceae) і роду Dalbergia або Pterocarpus. Дерев'яний ящик, знайдений у кормовій частині затонулого корабля, був виготовлений із роду Artocarpus сімейства тутових, Moraceae.
Вид, який використовувався для дошок обшивки корпусу, точно не ідентифікований, але вважається, що це Amoora з родини Мелієвих. Деревина для шпангоутів судна так само не була остаточно визначена, хоча один з них, ймовірно, був виготовлений з Amoora або з роду Afzelia родини Fabaceae. Афзелія цікава тим, що три основні види A. africana, A. bipindensis і A. pachyloba здебільшого зустрічаються в невеликій частині Африки, простягаючись від середнього західного узбережжя тонкою смугою до східного узбережжя і зупиняючись біля нього на пару сотень миль.

## Вантаж і «танські скарби»
Серед корпусу затонулого корабля були великі шматки бетону, що містили артефакти з корабельного вантажу, датовані китайською династією Тан приблизно у 800 році нашої ери, і звідки затонулий корабель отримав інші назви, «затонулий корабель» або «корабель зі скарбами Тан».
Серед вантажу корабля було три основних типи китайських «товарів» у формі чаш: посуд Чанша (вироблений у печах Тунгуань), більшість із 60 000 предметів, спочатку були упаковані або в солом'яні циліндри, або в банки для зберігання «Дусун»; біла кераміка, виготовлені в печах Дінг, включаючи найдавніші відомі непошкоджені зразки блакитно-білої кераміки під поливою та посуд Юе з провінції Чжецзян. На одній чаші з Чанша була напис з датою: «16-й день сьомого місяця другого року правління Баолі», або 826 рік нашої ери. Пізніше це було підтверджено радіовуглецевим датуванням зірчастого анісу, знайденого серед уламків. Вантаж складався з товарів, виготовлених під різними впливами та для різних ринків, включаючи буддистські символи лотоса, мотиви з Центральної Азії та Персії, написи Корану та чаші з зеленими бризками, популярні в Ірані.

У вантажі були предмети різного призначення, від банок для спецій (мартабан) і каструль до чорнильниць, похоронних урн і позолочених срібних скриньок. Вантаж був описаний Джоном Гаєм з Метрополітен-музею в Нью-Йорку як «найбагатша і найбільша партія південнокитайського золота і кераміки початку IX століття, коли-небудь знайдена в одному скарбі». У вантаж також входили спеції та смоли, а також металеві злитки, які використовувалися як баласт. Були також знайдені спеціальні предмети великої мистецької чи історичної ваги, серед яких золота чаша — найбільша будь-коли знайдена золота чаша династії Тан і велика срібна фляга, прикрашена парою качок. Золота чаша має зображення людей, наприклад музикантів і перської танцівниці. На пластині для великого пальця вона також має зображення двох чоловіків з рисами, які, здається, не є китайськими, оскільки вони зображені з кучерявим волоссям.

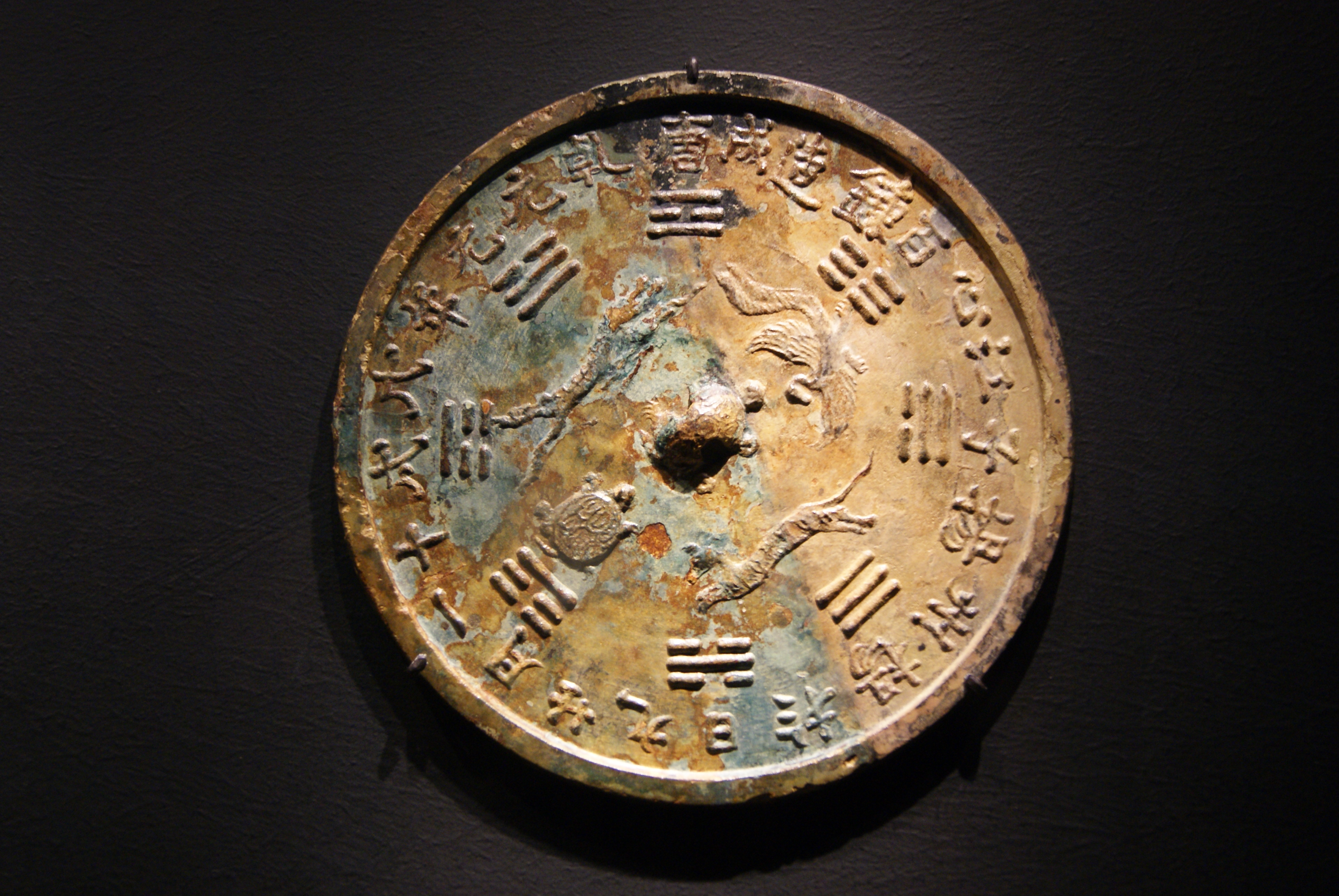
Бронзове дзеркало з космологічною прикрасою та написом, VIII століття, з написом «Зроблено 29-го дня 11-го місяця першого року ери Усу правління Цяньюань»
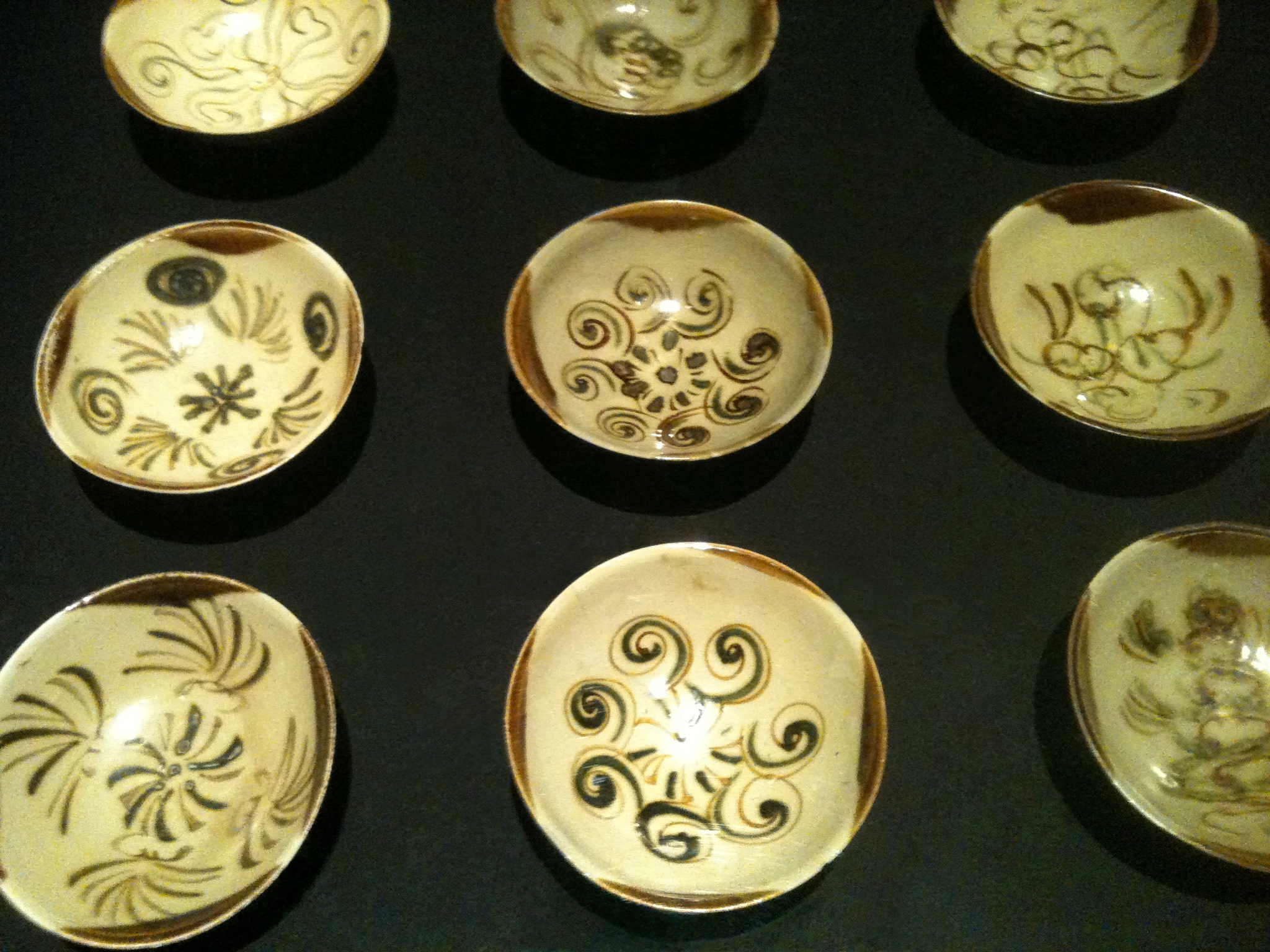
Чаші з печей Чанша, Хунань
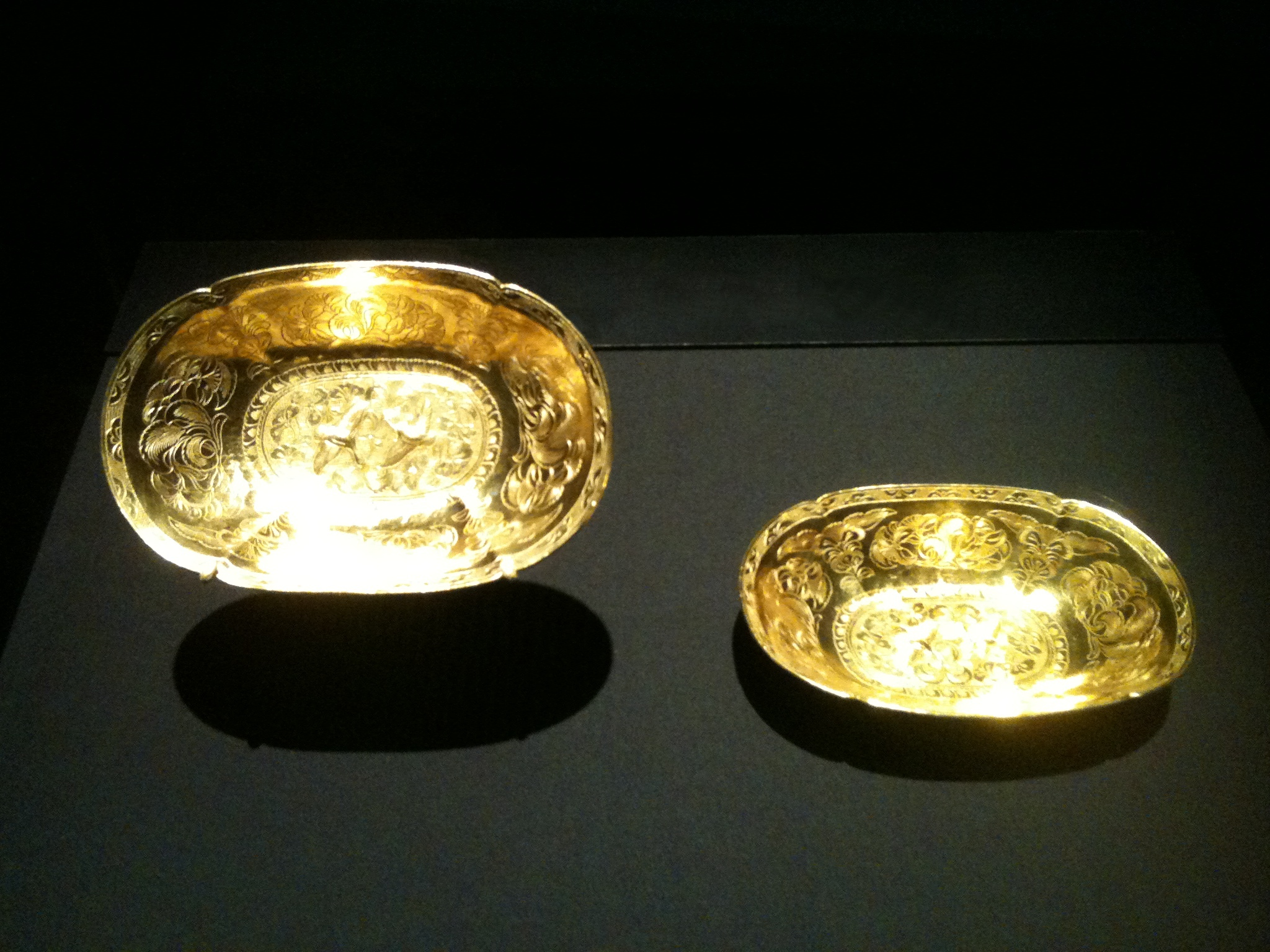
Дві золоті чаші Тан з овальними лопатями кожна з двома качками серед квітів
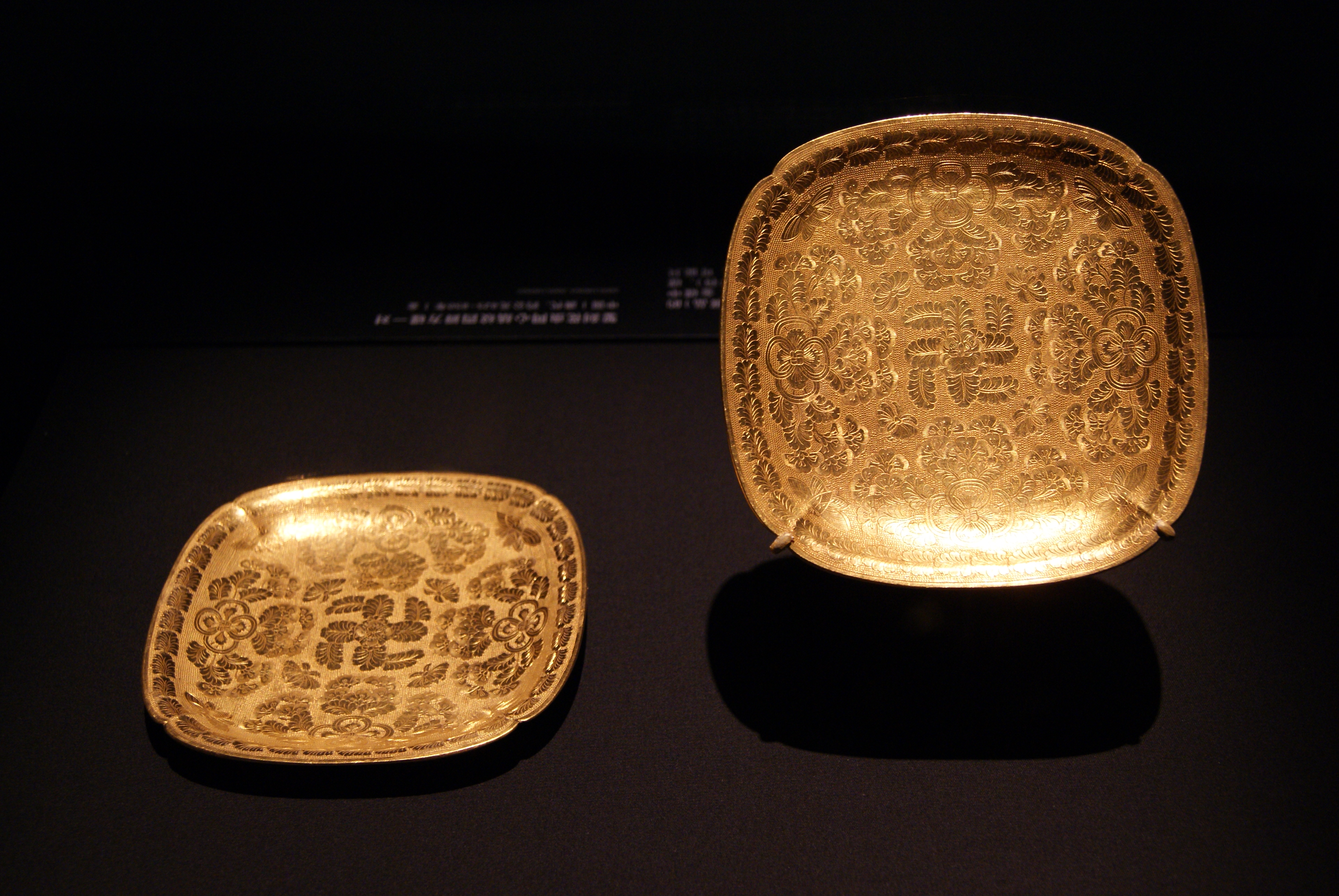
Пара квадратних пласких золотих тарілок із свастиками, комахами, квітами та зав’язаними стрічками
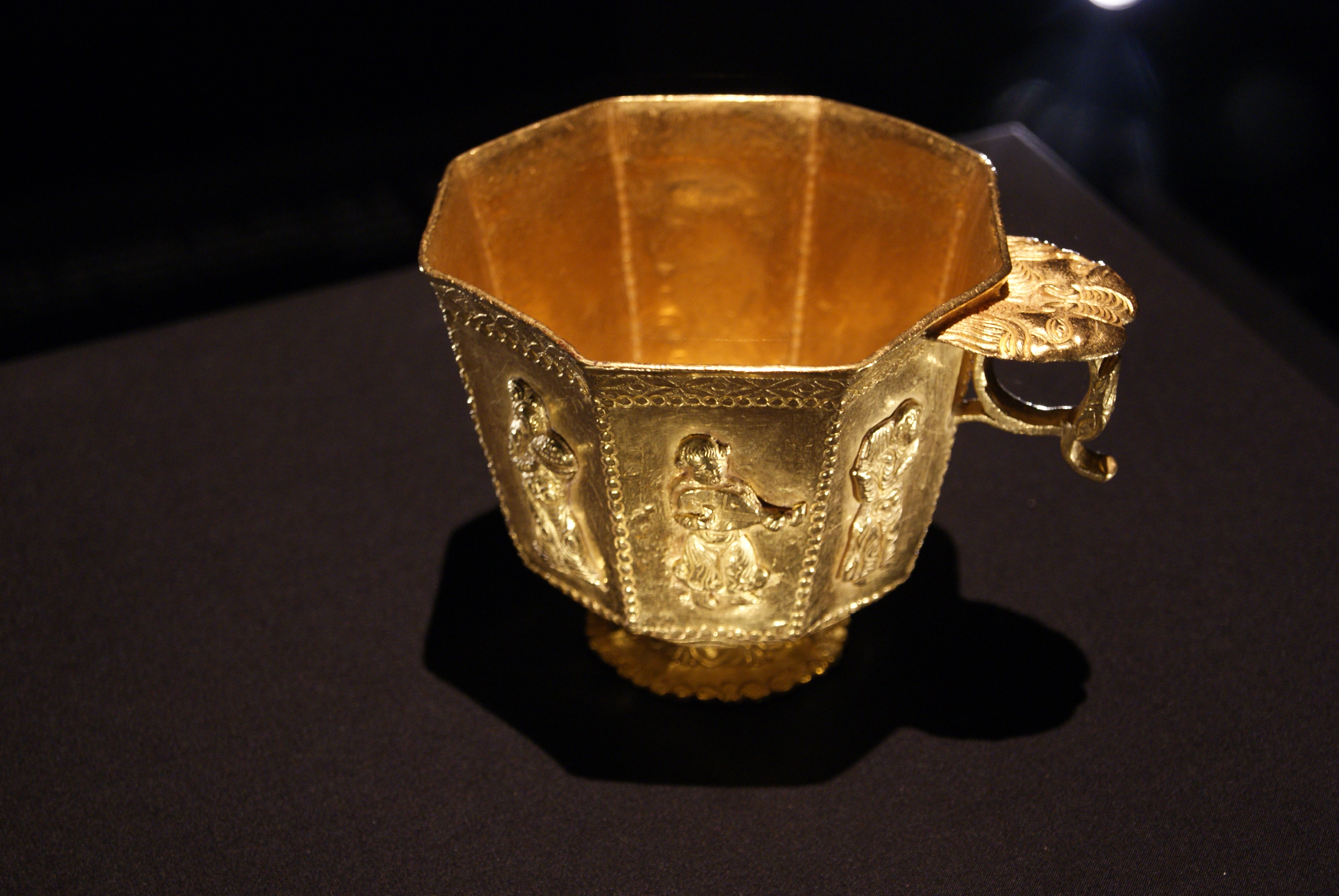
Восьмикутна золота чаша Тан із пластиною для великого пальця у верхній частині ручки, виготовлена, ймовірно, у Янчжоу, Цзянсу
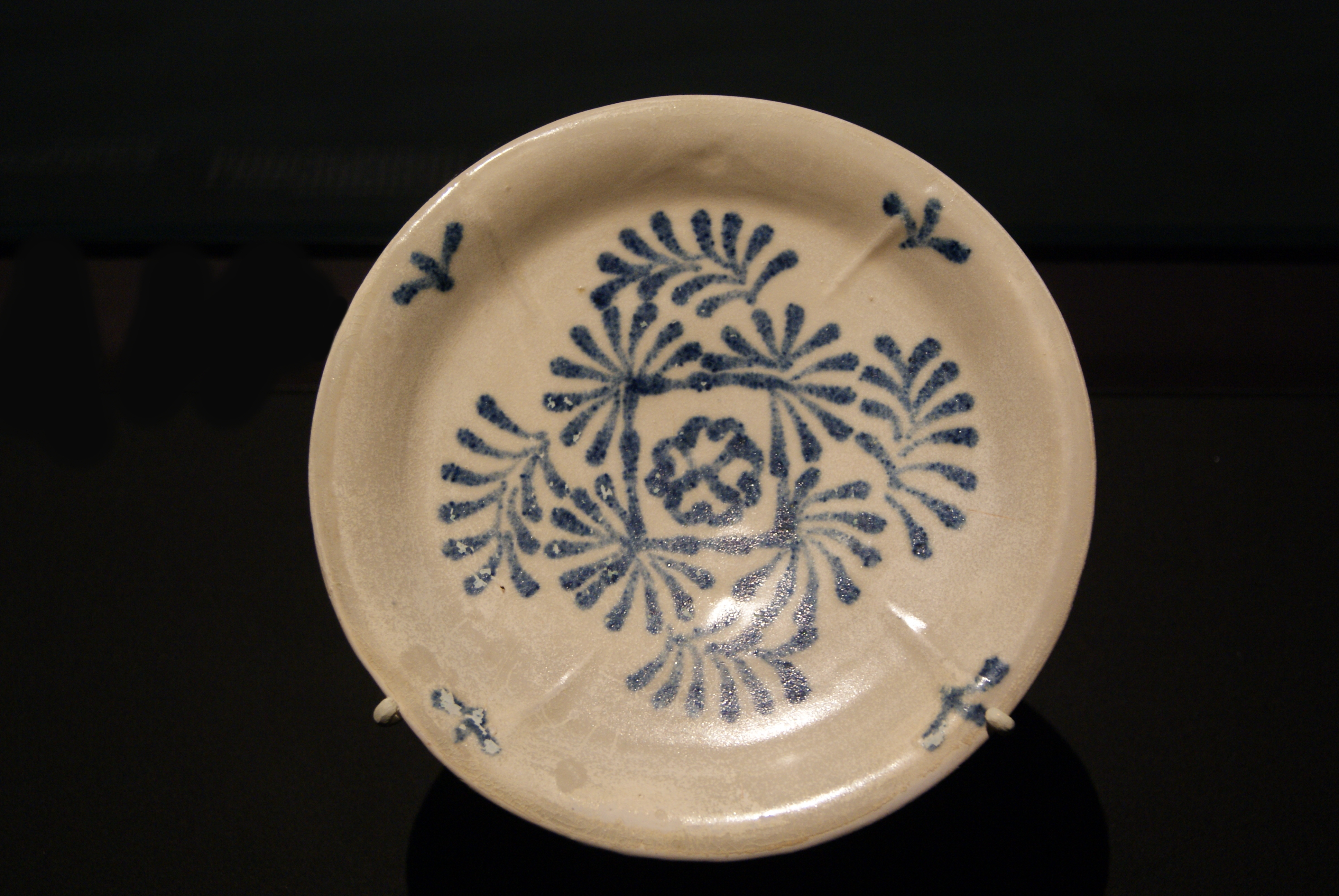
Блакитно-біла керамічна тарілка з квітковим мотивом (кобальтово-блакитний пігмент на білому полі), виготовлена в печах у Гонсяні, Хенань.
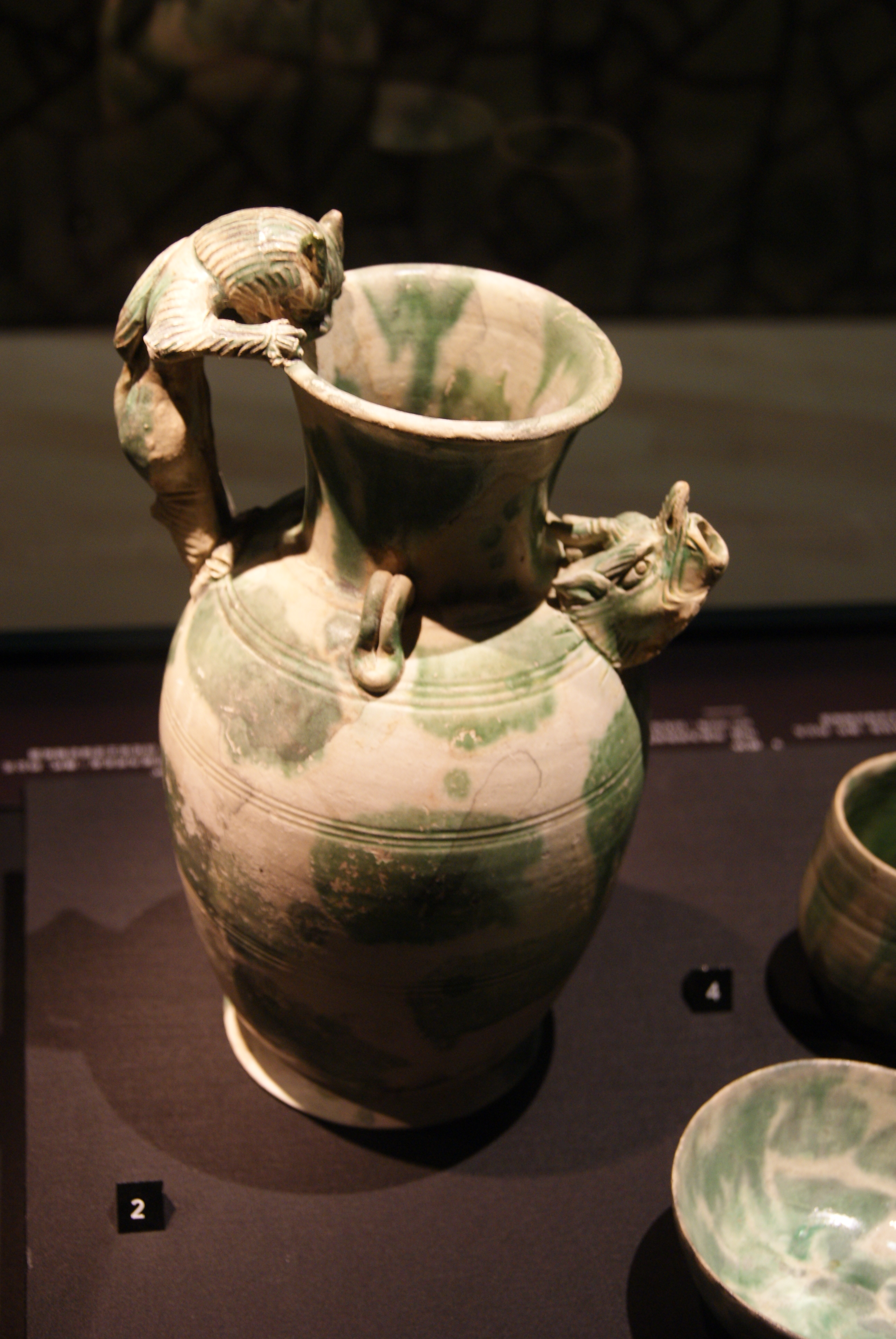
Глечик з носиком у формі голови дракона та ручкою у формі кота. З Північного Китаю (можливо Хебей)
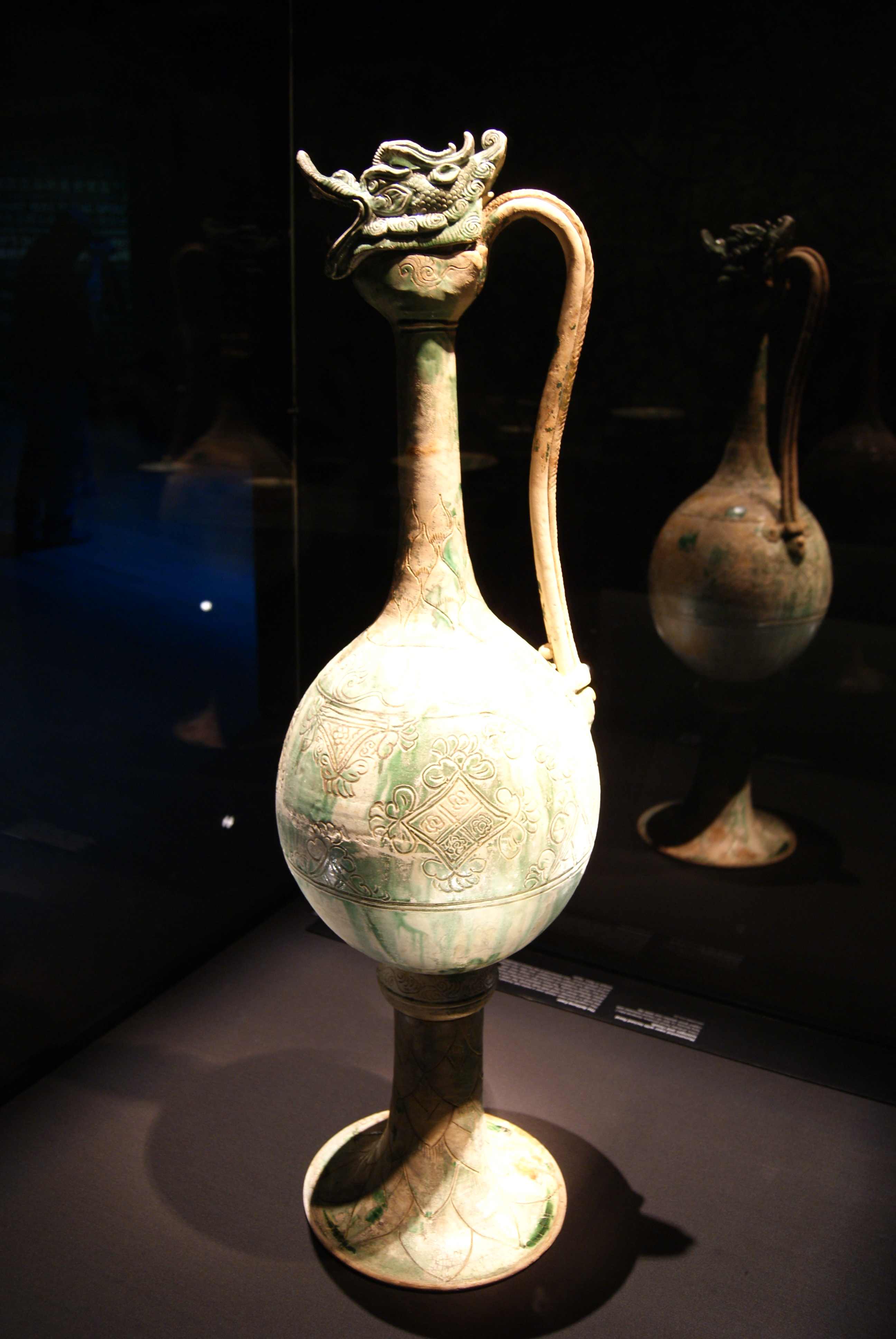
Монументальний глек з врізаними квітковими ромбами та хмарами, виготовлена з глазурованого керамічного посуду з мідно-зеленими вкрапленнями на білій накладці ; ймовірно, з печей Ґун'ї, Хенань

### Експозиція

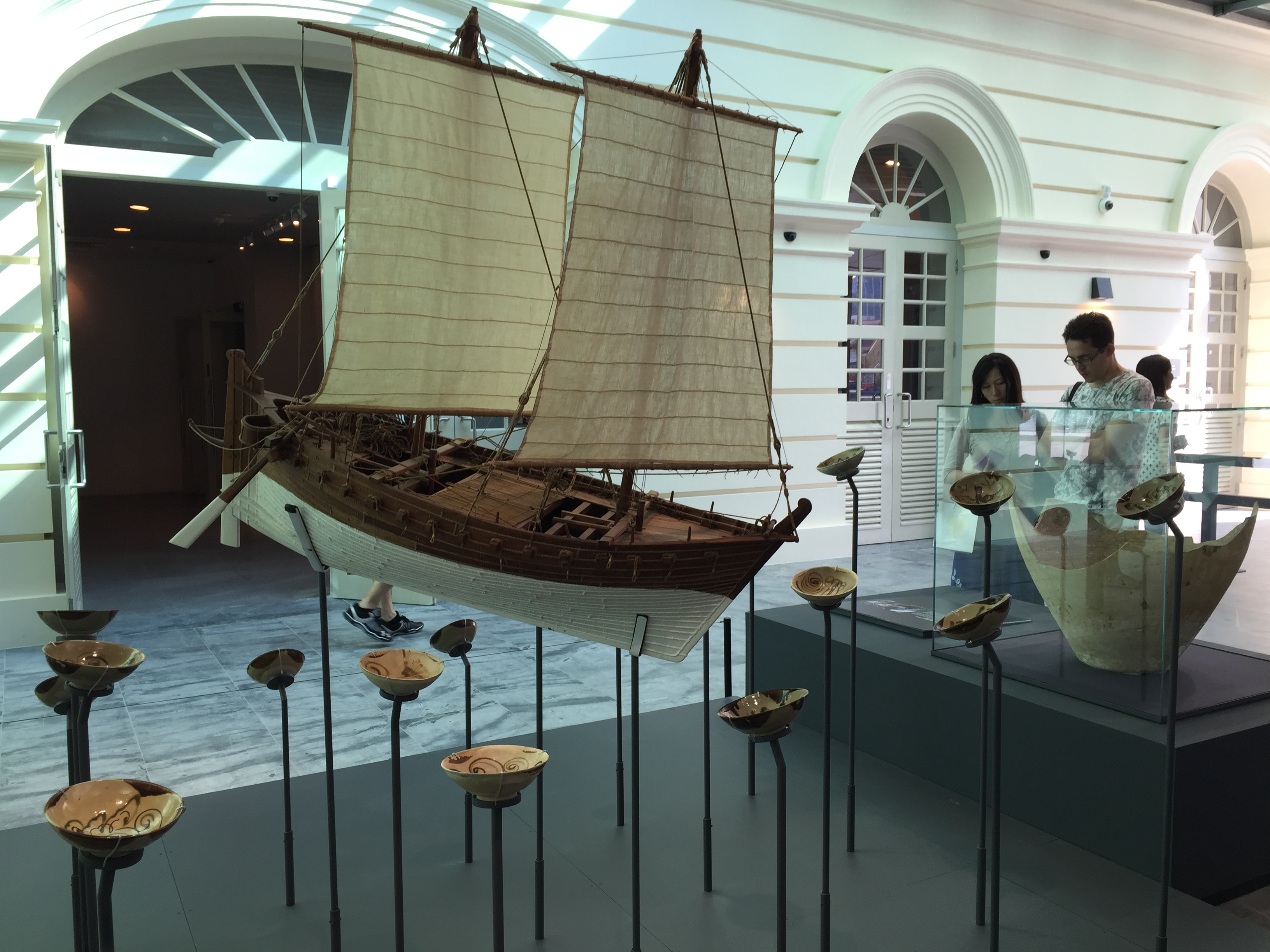
Модель Белітунзького корабля і керамічні вироби з його вантажу в експозиції Музея азійських цивілізацій в Сінгапурі

Компанія Тільмана Вальтерфанга уклала договір про співпрацю з оригінальною індонезійською рятувальною компанією, і в результаті вантаж не був розпроданий колекціонерам поштучно. Хоча були випадки пограбування з місця, особливо між двома періодами розкопок, Вальтерфанг зберіг вантаж недоторканим як єдину повну колекцію, щоб її можна було вивчати в оригінальному контексті. За словами Джуліана Рабі, директора галереї Артура М. Саклера, це дало «незрівнянне розуміння промислового потенціалу Китаю та світової торгівлі тих часів». Залишки корабля і його вантажу протягом шести років перебували у приватній консерваційній установі, де артефакти були ретельно відновлені, вивчені та ретельно відреставровані компанією Вальтерфанга Seabed Explorations Ltd з Нової Зеландії. Робота була виконана за сприяння німецького консерватора Андреаса Реттеля, який навчався в Римсько-германському музеї у Майнці. Атрибуцію артефактів підтвердив професор Ген Баочан, що є старшим науковим співробітником палацового музею в Пекіні, заступником директора Забороненого міста Пекіна та одним із провідних експертів Китаю з антикварної кераміки.

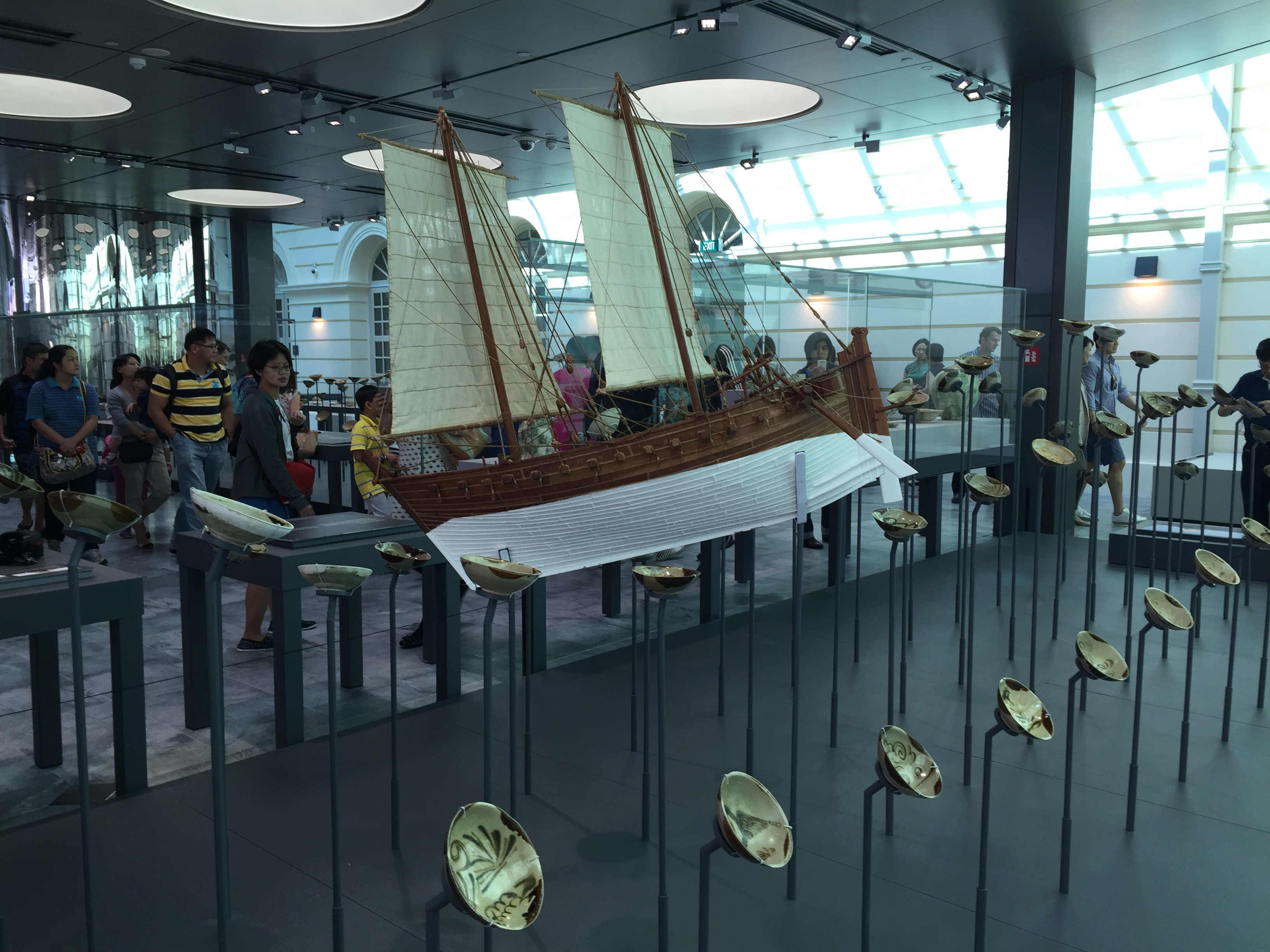
Модель Белітунзького корабля і керамічні вироби з його вантажу в експозиції Музея азійських цивілізацій в Сінгапурі

Вантаж був придбаний приватною компанією Sentosa Leisure Group (нині Sentosa Development Corporation) і урядом Сінгапуру в 2005 році приблизно за 32 мільйони доларів США та позичений Раді з туризму Сінгапуру.
Дебютна виставка залишків корабля та його скарбів відбувалась з 19 лютого по 31 липня 2011 року в Музеї мистецтва та науки в комплексі сінгапурського футуристичного готеля Марина Бей Сендс. Виставка була розміщена у співпраці зі Смітсонівським інститутом, художньою галереєю Freer,  галереєю Артура Саклера, Радою з туризму Сінгапуру та Радою національної спадщини Сінгапуру. Після цього було заплановано, що виставка подорожуватиме світом протягом приблизно п'яти років у важливих музеях в Азії, Австралії, Європі, на Близькому Сході та в Сполучених Штатах. У 2017 році, спільно організований Азійським товариством і Музеєм азійських цивілізацій, деякі фрагменти корабля були виставлені на виставці «Таємниці моря: таньський затонулий корабель та рання торгівля в Азії», яка проходила в Азійському товаристві та музеї в Нью-Йорку з 7 березня до 4 червня.
У квітні 2015 року було оголошено, що колекція Танського корабля буде розміщена для постійної експозиції в Музеї азійських цивілізацій у Сінгапурі.

## Суперечки з приводу процедури розкопок і порятунку

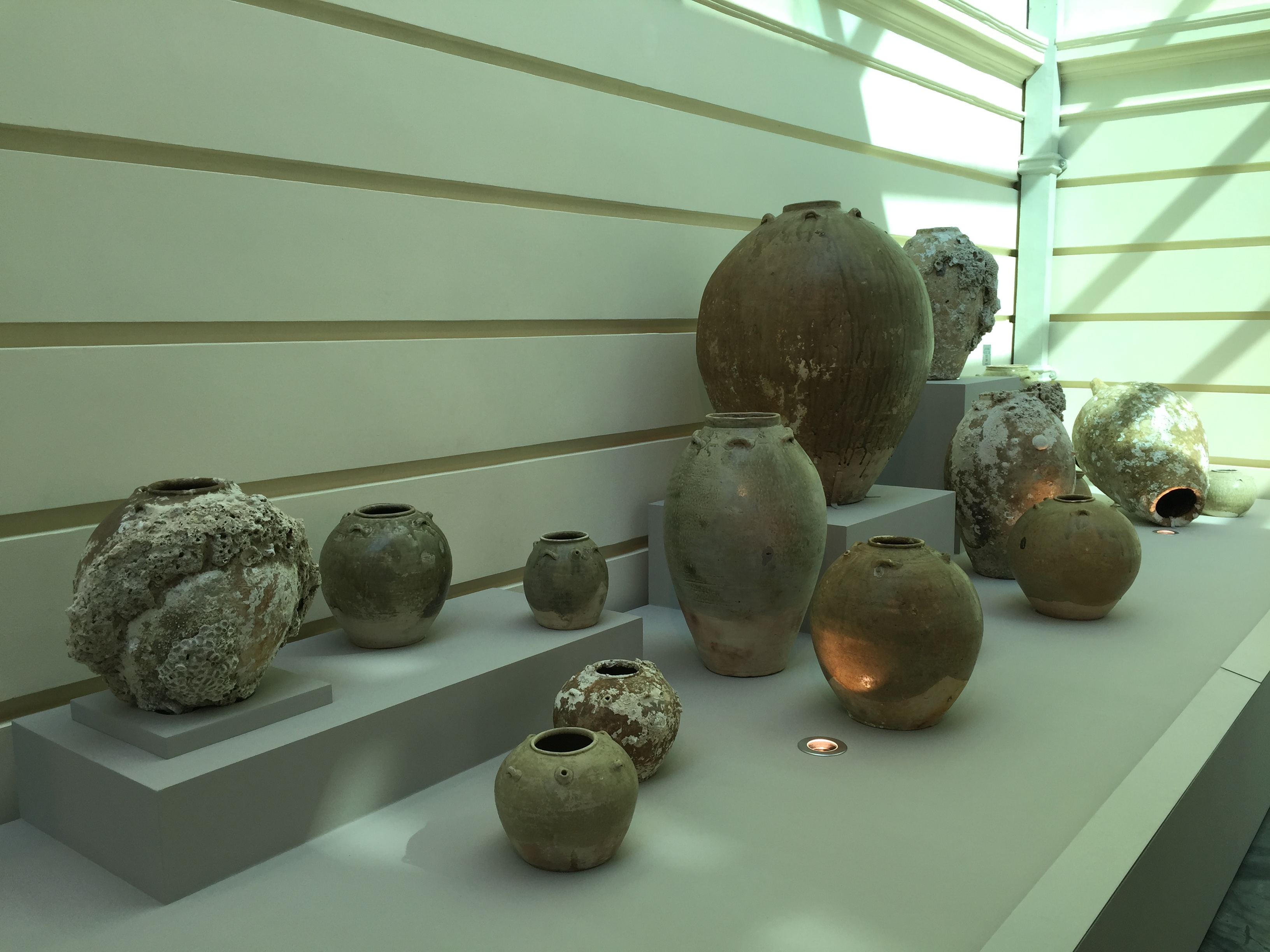
Кувшини з кам'яної кераміки з вантажу Белітунзького корабля

На відміну від розпроданого на аукціоні вантажа Чиребонський корабля, іншого знайденого в Індонезії затонулого судна тих часів, вантаж Белітунзького корабля вдалось зберегти недоторканим як єдину цілісну колекцію, хоча до темпів і методів його порятунку у багатьох вчених виникли серьйозні заувваження.
На початку 2012 року галерея Саклера, яка є частиною Смітсонівського інституту, повинна була прийняти прем'єрну виставку Белітунзького вантажу у США — ця дата мала збігтися зі святкуванням 25-річчя Смітсонівського музею. 28 червня 2011 року було повідомлено, що музей відкладає виставку. Галерея Саклера засудила виставку через часові рамки та характер оригінальних розкопок артефактів, через що серед вчених та дослідників виникли суперечки щодо того, чи слід дозволити показ. Згідно з The New York Times, «група археологів і антропологів з Національної академії наук, включаючи Роберта Маккорміка Адамса, колишнього керівника Смітсонівського інституту», написала керівнику Смітсонівського інституту Г. Уейну Клафу 5 квітня 2011, стверджуючи, що «продовження виставки "серйозно зашкодить статусу та репутації“ установи». Прихильники аргументів проти демонстрації стверджували, що розкопки проводилися з комерційною метою і проводилися настільки швидко, що призвели до критичної втрати інформації про екіпаж і вантаж:1. У статті New York Times далі йдеться, що додаткові коментарі зробили Товариство американської археології, Рада американських морських музеїв і Міжнародний комітет підводної культурної спадщини, а також групи в Смітсонівському інституті, включаючи членів Департамент антропології та Сенат вчених Національного музею природної історії просять Смітсонівський інститут переглянути виставку. Були також заяви, що експонування артефактів буде суперечити міжнародним угодам про підводні розкопки. Кімберлі Л. Фолк, морський археолог і віце-голова неурядової Консультативної ради з підводної археології, сказала, що «продовжуючи виставку, Смітсонівський інститут — це дослідницька установа, а також мережа музеїв — міг би порушувати власну професійну етику та сприяти розграбуванню археологічних пам'яток».

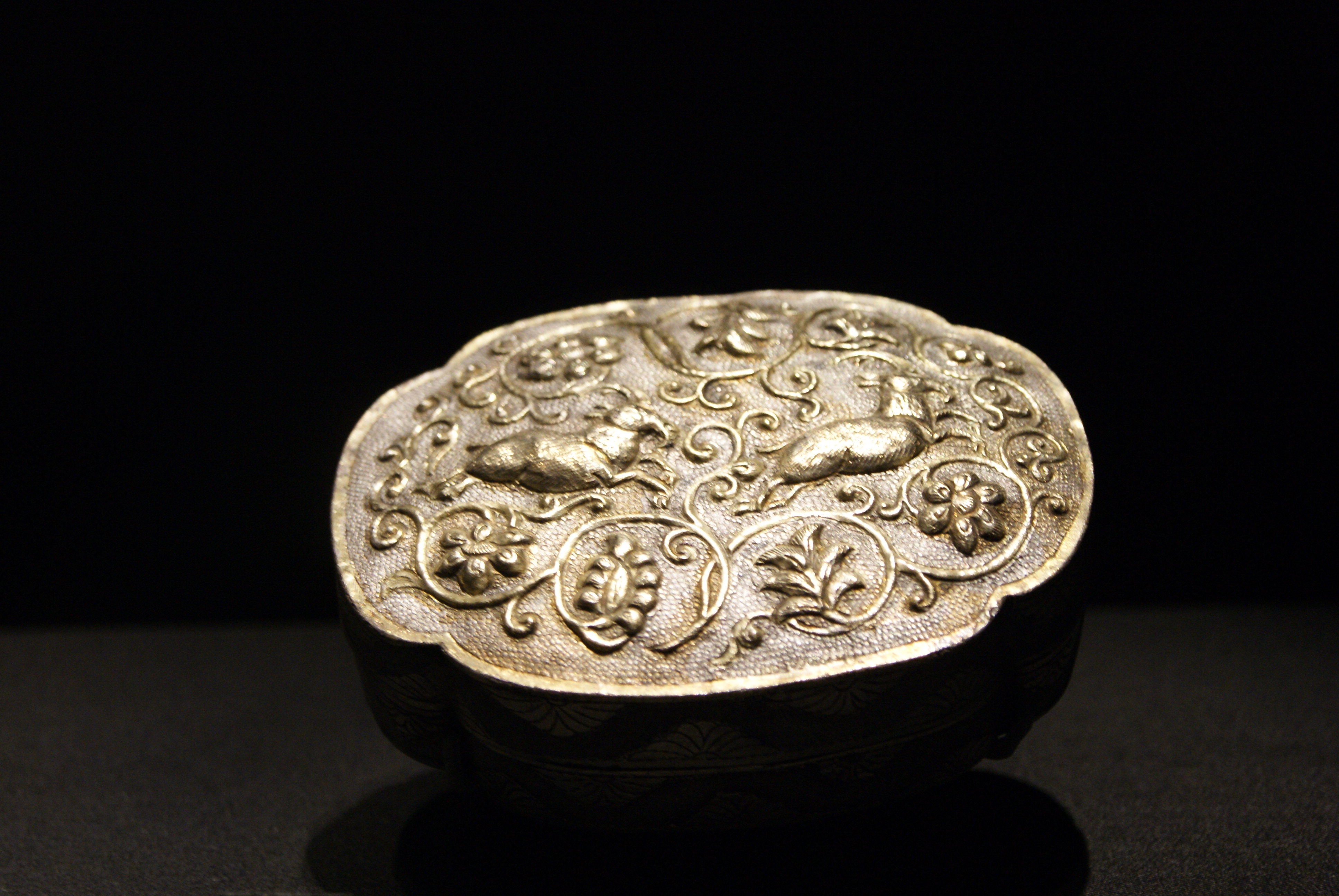
Срібна шкатулка з вантажу Белітунзького корабля

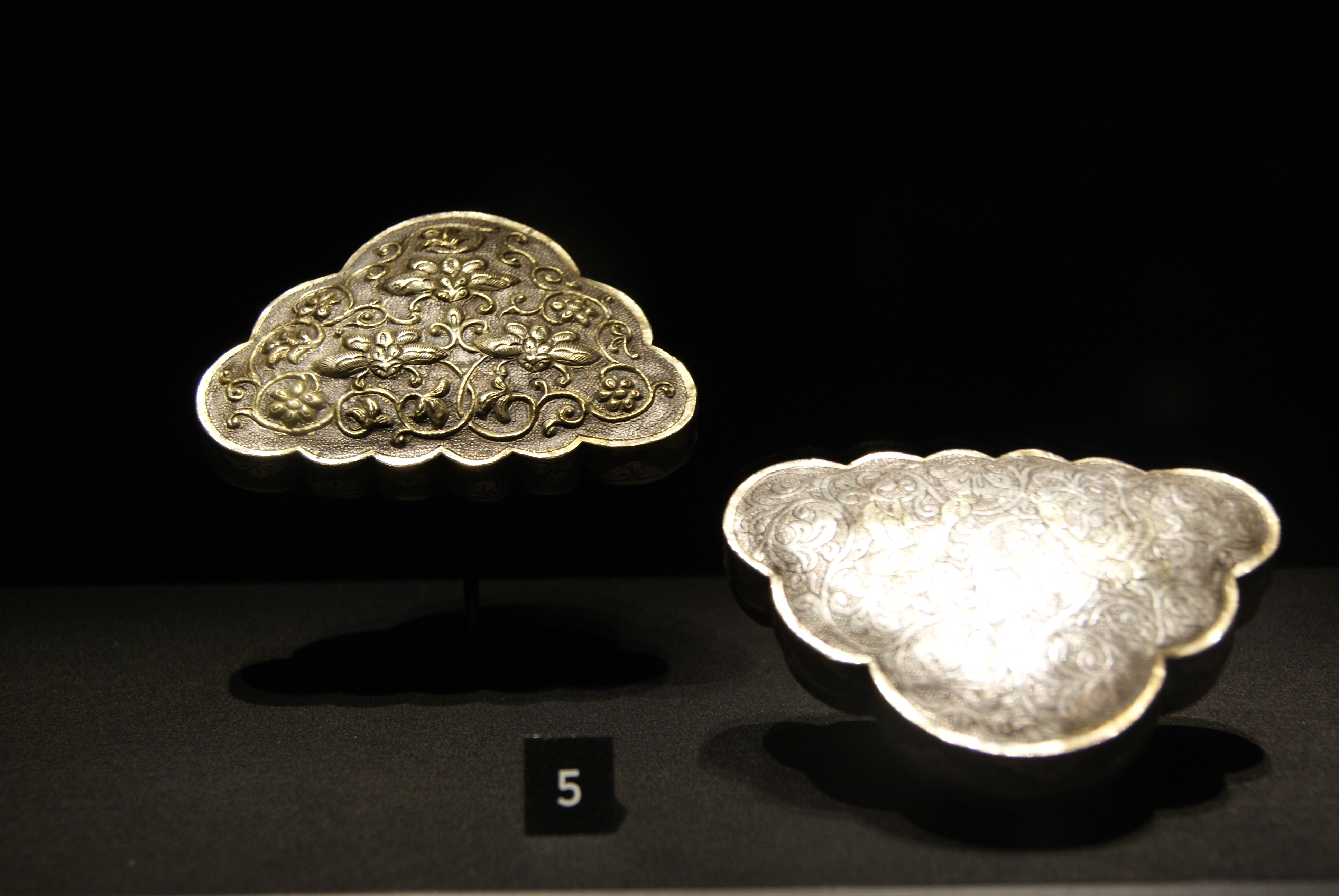
Срібна шкатулка з вантажу Белітунзького корабля

Прихильники аргументів щодо демонстрації робіт стверджують, що розкопки насправді були законними, оскільки роботи проводилися відповідно до законодавства Індонезії, на прохання уряду Індонезії та відповідно до міжнародних законів того часу. Джеймс П. Дельгадо, директор відділу морської спадщини в Національному управлінні океанічних і атмосферних досліджень Департаменту торгівлі США, сказав, що «дозвол на продаж будь-якої знахідки з розкопок порушує найосновніші аспекти дослідження». Дельгадо хотів, щоб кораблетроща Белітунзбкого корабля була досліджена академічно. Але на відміну від деяких своїх колег, він сказав, що "замість того, щоб скасувати виставку, Смітсонівський інститут міг би використати її для інформування громадськості про наслідки комерціалізації підводної спадщини».
Вальтерфанг заявив, що «загальну ситуацію, без сумніву, можна було б описати як „не ідеальну“» :2 і що «індонезійський уряд, побоюючись пограбування, наказав Seabed Explorations почати негайну цілодобову операцію з відновлення» :1.
Деякі науковці висловили більш рішучу підтримку проведеним Тільманом Вальтерфангом розкопкам та збереженню Белітунзького корабля та його вантажу. Лу Цайся, науковий співробітник Інституту досліджень Південно-Східної Азії в Сінгапурі, зазначає в інформаційному бюлетені Міжнародного інституту досліджень Азії, Лейден, Нідерланди, що «розкопки Белітунга були визнані чудовим прикладом того, чого можна досягти. у складних умовах у Південно-Східній Азії». Вона зазначає, що на відміну від деяких інших комерційних операторів, компанія Вальтерфанга подбала про те, щоб «сама конструкція корабля була належним чином досліджена і описана, вантаж зберігався разом, а не розпорошений, а знахідки були добре збережені, вивчені, каталогізовані та опубліковані». Лу закінчує, підкреслюючи ефективність державно-приватної домовленості: «Важко уявити, як цей конкретний проект міг бути профінансований або організований без комерційної участі».
Віктор Х. Майр, професор китайської мови та літератури на кафедрі східноазійських мов і цивілізацій Пенсільвансько університету, США захищає Смітсонівську виставку, стверджуючи, що «освітня та історична цінність колекції просто величезна, і ті, хто має заклики до скасування виставки фактично перешкоджають доступу до величезної кількості інформації, втіленої в кораблетрощі Белітунзького корабля, як для непрофесійної громадськості, так і для кваліфікованих дослідників».

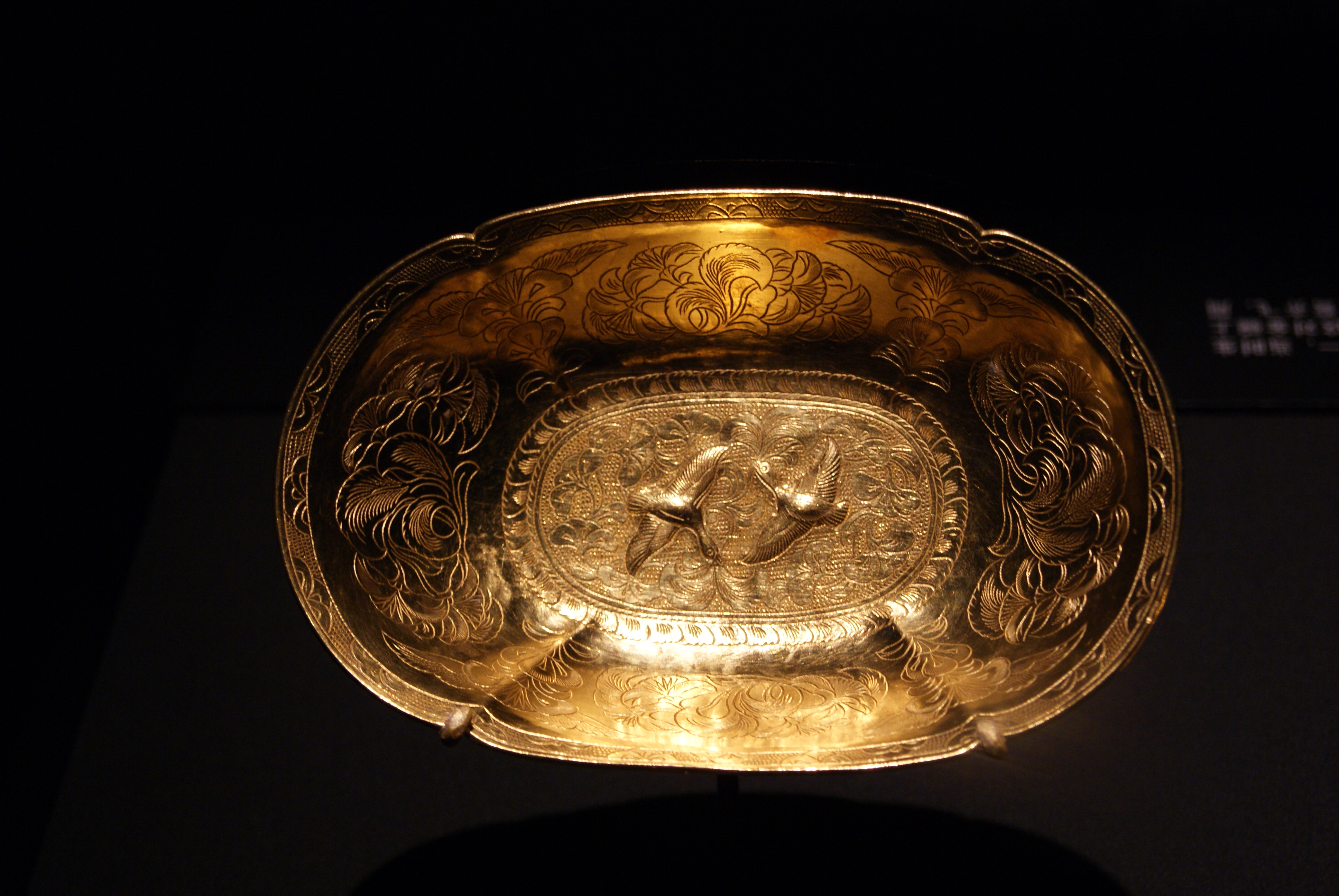
Овальна золота чаша з вантажу Белітунзького корабля

Доктор Шон Кінгслі, директор Wreck Watch International, нагадує, що «такі аварії мають бути фактором „гарного самопочуття“ у часи, коли у світі є дуже серйозні та болісні природні, економічні та цивільні катастрофи, з якими потрібно боротися», і «навряд чи потрібно заявляти, що жодна європейська чи американська музейна колекція не є білішою за білу».
В інтерв'ю науковому журналу Г. Вейн Клаф, 12-й секретар Смітсонівського інституту, розвіяв ворожнечу між критиками та прихильниками виставки: "Тож я не думаю, що тут є щось негативне. Я думаю, що Смітсонівський інститут намагався зробити це правильно. Коли ми почули занепокоєння, ми попросили громаду зібратися разом і поговорити про це, і ми вислухали, і деякі люди в тій аудиторії змінили свою думку, по суті, але не всі. Тому я думаю, що в такій ситуації настав час зробити паузу, а самій професії сказати: «Добре, є проблема, що ви збираєтеся з нею робити? І, пам'ятаєте, Сполучені Штати ніколи не підписували договір ЮНЕСКО».

### Конвенції міжнародних організацій
Резолюції про підводну археологію, прийняті 10 вересня 1993 року Міжнародним конгресом морських музеїв (ICMM), стверджують, що:
Музеї-члени ICMM повинні дотримуватись політики Ради американських морських музеїв (CAMM) і «...свідомо не купувати та не виставляти артефакти, які були вкрадені, незаконно вивезені з країни походження, незаконно врятовані або вилучені з комерційно використовуваних археологічних чи історичних пам’яток. останнім часом (тобто після повного Конгресу ICMM у 1990 році).»— International Congress of Maritime Museums
Вони також кажуть, що «члени ICMM повинні визнати, що артефакти з підводних місць є невід'ємними частинами археологічних зібрань, які повинні залишатися недоторканими для дослідження та експонування», і що «комерційно експлуатована пам'ятка є такою, в якій основним мотивом дослідження є приватна фінансова вигода». Організація Об'єднаних Націй з питань освіти, науки і культури (ЮНЕСКО) ратифікувала набір правил щодо збереження та розкопок підводних об'єктів у Конвенції про охорону підводної культурної спадщини протягом 15 жовтня — 5 листопада 2001 р. Хоча правила, викладені на зустрічі, включають збереження артефактів in situ як кращий варіант, вони далі кажуть:
Комерційна експлуатація підводної культурної спадщини для торгівлі чи спекуляції або її безповоротне розповсюдження принципово несумісна з охороною та належним управлінням підводною культурною спадщиною. Підводна культурна спадщина не може бути предметом торгівлі, продажу, купівлі чи обміну як комерційних товарів. Це правило не можна тлумачити як заборону:
(a) надання професійних археологічних послуг або супутніх необхідних послуг, характер і мета яких повністю відповідають цій Конвенції та підлягають дозволу компетентних органів;— UNESCO UNESCO and the Belitung Shipwreck

## Репліка Белітунзького корабля

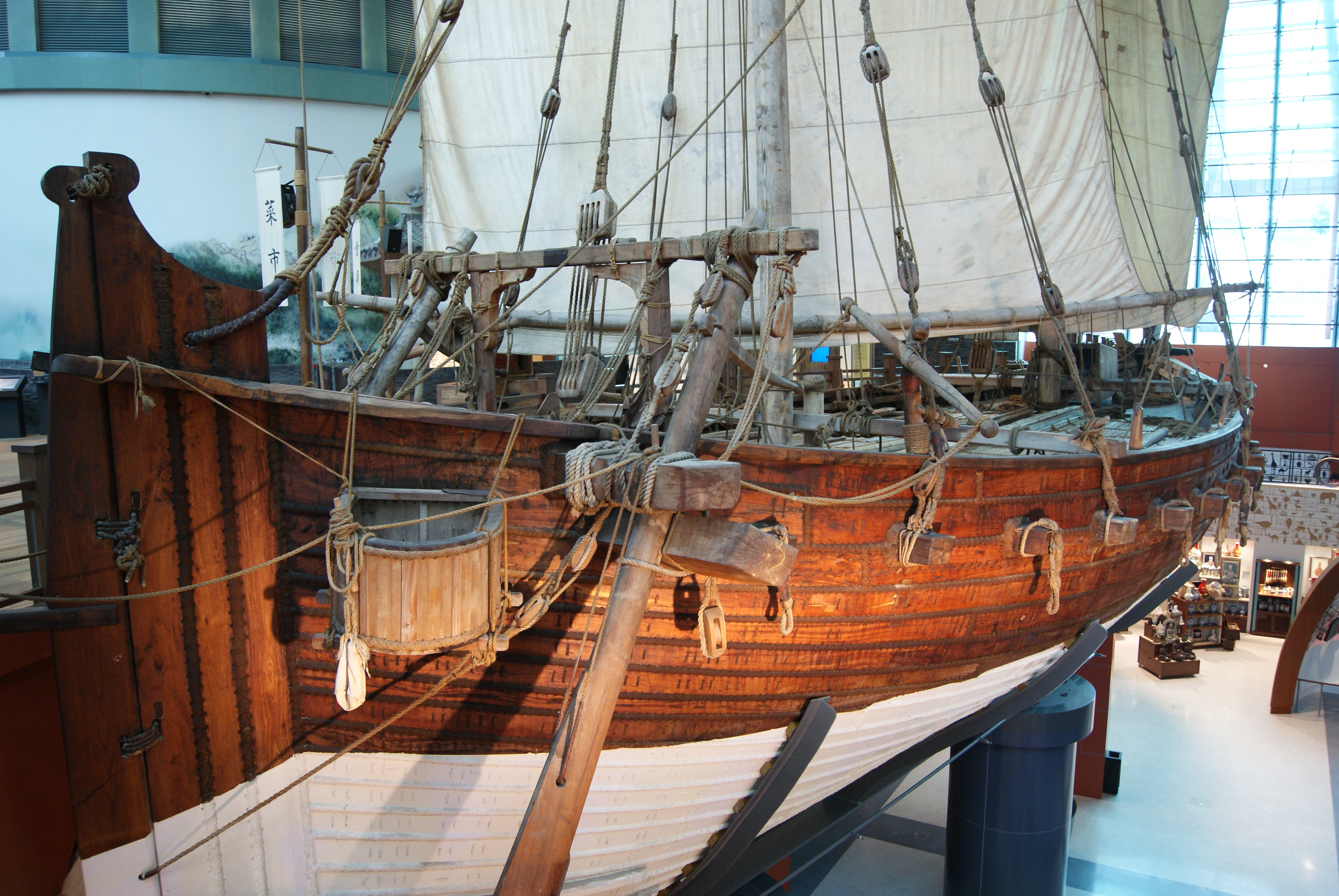
Перлина Маската в музеї Сінгапуру

Репліка Белітунзького корабля під назвою Перлина Маската була побудована в Кантабі поблизу Маската, столиці Оману. Будівництво почалося в жовтні 2008 року, і він відплив до Сінгапуру 16 лютого 2010 року та прибув 3 липня 2010 року.
Корабель примітний тим, що його зшили, дотримуючись техніку будівництва, яка використовувалася на кораблі, що зазнав аварії, а не з використанням більш традиційних методів з'єднання дошок за допомогою дерев'яних шипів або металевих цвяхів. Дау становить 18 м завдовжки близько 6,4 м завширшки. Це точне відтворення завдяки вимірюванням, зробленим командою Вальтерфанга під час розкопок.

## Виноски
1. ↑  «The preservation in situ of underwater cultural heritage shall be considered as the first option before allowing or engaging in any activities directed at this heritage.»
2. ↑  Although applicable to recent excavations, UNESCO's rules were ratified in 2001—two years after the shipwreck had been excavated.[47]